# Озеров, Георгий Александрович
Георгий Александрович Озеров (15 апреля 1889, Нижний Новгород — 8 сентября 1977, Москва) — советский инженер-механик, учёный в области прочности авиационных конструкций, доктор технических наук.

## Биография
В 1916 году поступил на службу в армию. С 1918 года работал в ВСНХ РСФСР.
В 1921 году окончил МВТУ и начал работать в ЦАГИ: старший инженер, член коллегии в 1921—1930 годах, руководитель отдела прочности авиационных конструкций (с 1931 года), директор в период с 1924 по 1925 годы и заместитель директора по научной части. Один из разработчиков проекта экспериментальной базы прочности «нового ЦАГИ» (в посёлке Стаханово).
Участвовал в подготовке рекордных перелётов АНТ-25.
После ареста органами НКВД в 1938 году, четыре года отработал в ЦКБ-29 НКВД («Туполевская шарага»).
В послевоенный период ведущий сотрудник ОКБ Туполева, участвовал в создании практически всех реактивных боевых и пассажирских самолётов ОКБ. Руководитель разработок Ту-95ЛАЛ с ядерной силовой установкой.

## Награды
- Два ордена Ленина (в том числе 08.08.1947)
- Три ордена Трудового Красного Знамени
- Орден Красной Звезды (1944)[4]
- Государственная премия СССР
- Заслуженный деятель науки и техники РСФСР